# Urolophus armatus
Urolophus armatus (лат.) — вид рода уролофов семейства короткохвостых хвостоколов отряда хвостоколообразных. Известен всего по одной особи, пойманной в Архипелаге Бисмарка. Грудные плавники этих скатов образуют овальный диск. Глаза крошечные, между ноздрями имеется прямоугольная складка кожи. Длинный хвост оканчивается листовидным хвостовым плавником. Спинные плавники отсутствуют. В задней части диска у на основании хвоста расположен ряд крошечных шипиков. Окраска коричневого цвета. Максимальная зарегистрированная длина 17,4 см. Не являются объектом целевого лова.

## Таксономия
Единственная известная до настоящего времени особь, назначенная голотипом, была поймана Рене Примевером Лессоном и Проспером Гарно в ходе экспедиции 1822—1825 годов французского фрегата «Ля Кокий». Новый вид был впервые упомянут Ашилем Валансьеном, а научное описание было дано Иоганном Мюллером и Якобом Генле в 1841 году. Видовой эпитет происходит от слова лат. armatus — «вооружённый» и связано с наличием у этих скатов ряда острых шипиков у основания хвоста.

## Ареал
Единственная известная особь Urolophus armatus была поймана у острова Новая Ирландия, входящего в Архипелаг Бисмарка. Глубина поимки и среда обитания неизвестны. Вероятно, ареал этого вида крайне ограничен.

## Описание
Внешне Urolophus armatus похож на Plesiobatis daviesi, которому сильно уступает в размерах. Широкие грудные плавники сливаются с головой и образуют диск в виде овала, ширина которого слегка превышает длину. Передний край диска слегка изгибается и переходит в выступающее за границы диска заострённое рыло. Позади крошечных глаз имеются превышающие их по размеру брызгальца. Между короткими овальными ноздрями пролегает кожаный лоскут с мелкобахромчатым задним краем. Рот маленький и изогнутый. На дне ротовой полости имеются несколько пальцевидных отростков, также отростки покрывают внешний край нижней челюсти и язык. Во рту имеются 24 нижних зубных ряда.
Края коротких и широких брюшных плавников заострены. Длина тонкого хвоста составляет 92 % длины диска. Хвост сужается и переходит в длинный и низкий хвостовой плавник в виде листа. По обе стороны хвостового стебля пролегают тонкие латеральные складки кожи. На дорсальной поверхности хвоста в центральной части расположено два зазубренных шипа. Спинные плавники отсутствуют. В задней части диска и у основания хвоста имеется ряд острых шипиков. Эта черта отличает Urolophus armatus от прочих уролофов. Кожа лишена чешуи. Окраска коричневого цвета с тёмными пятнышками, редкими или сливающимися в тёмные отметины. Вентральная поверхность светлая, края диска темнее. У сохранившегося голотипа пятнышки побледнели. Единственная известная особь, неполовозрелый самец, имел в длину 17,4 см.

## Биология
О биологии этих скатов практически ничего не известно. Подобно прочим хвостоколообразным они размножаются яйцеживорождением. Численность помёта, вероятно, невелика.

## Взаимодействие с человеком
В ареале Urolophus armatus интенсивный промысел отсутствует, однако эти рыбы могут страдать от нефтяных и золотодобывающих разработок. Данных для оценки Международным союзом охраны природы статуса сохранности вида недостаточно.